# Daniel Bouckaert
Daniël Ephrem Jean Odiel Bouckaert (Waregem, Flandes Occidental, 17 de maig de 1894 – Assebroek, 26 de desembre de 1965) va ser un genet belga que va competir a començaments del segle xx.
El 1920 va prendre part en els Jocs Olímpics d'Anvers, on va disputar dues proves del programa d'hípica. En ambdues, figures per equips i figures individual, guanyà la medalla d'or.